# Barusjahe (plaats)
Barusjahe is een bestuurslaag in het regentschap Karo van de provincie Noord-Sumatra, Indonesië. Barusjahe telt 2059 inwoners (volkstelling 2010).